# 日野日出志
日野 日出志（ひの ひでし、1946年4月19日 - ）は、日本の漫画家。大阪芸術大学芸術学部キャラクター造形学科教授。
旧満州チチハル市出身、東京育ち。埼玉県所沢市在住。血液型はA型。怪奇や叙情的な世界を独特のタッチで表現するホラー漫画家の重鎮であり、日本国内だけでなく欧米諸国でも人気が高い。漫画家杉浦茂の大ファンで彼に影響を受けている漫画家の一人である。

## 略歴
本名・星野安司。1946年、旧満州チチハル生まれ。子供時代から杉浦茂などのギャグ漫画が好きでギャグ漫画家を志すも、赤塚不二夫作品を見てとてもかなわないと挫折。高校卒業後も漫画を描き続け、1967年に虫プロ商事発行の『COM』10月号にて第5回月例新人賞に『つめたい汗』が入選してデビュー。翌68年、青林堂発行の『ガロ』にも入選。
デビュー後「少女漫画から西部劇まで手当たり次第に何でも描いたけどさっぱり手応えがない。原稿も売れなくなるし、もう漫画家辞めようかと」いう時期を過ごした後、友人が貸してくれたレイ・ブラッドベリが転機となる。「忘れもしません、『刺青の男』。まるで背中からぶん殴られたようなショックでした。俺は何を遠回りしていたんだろう、これだ、俺の描きたかったのはこの怪奇と叙情の世界だ！」そうして、人間として存在することの根底的切なさを謳い上げたサイケデリック怪異悲譚『蔵六の奇病』を1年がかりで描き上げ「少年画報」に発表。のちにひばり書房から単行本化され、70年代の子供達に強烈なトラウマを植え付けた。
1982年、代表作『地獄変』を「ひばりコミックス」（ひばり書房）に描き下ろす。その後、活動の場を漫画雑誌へと移し、数多くのホラーや怪奇作品を発表、独特のタッチで「叙情と怪奇」を描き、ホラー漫画界の第一人者としての地位とカルト的な人気を同時に確立。漫画以外にも絵本作品や児童書、キャラクターデザインなどの制作活動も行っている。
日野日出志作品は日本だけにとどまらず世界各国でも翻訳出版されており、欧米諸国を中心に高く評価されている。
2000年前後から制作ペースが落ちていたが、2018年に銚子電気鉄道が開発・発売したスナック菓子『まずい棒』のキャラクターである「まずえもん」を描いたことがきっかけとなり、Twitterを始めるなどして画業復活を果たした。
2019年、ドキュメンタリー映画『伝説の怪奇漫画家・日野日出志』の中で、経済的に困窮していた時期に水木しげるに「夜の仕事場で小さな鬼のようなものを見た」と相談したところ、「それは座敷わらしだよ。これから良いことがあるよ」と励まされ、その後、ホラー雑誌ブームに乗って順調に仕事が運んだと語っている。
なお、ホラー漫画の第一人者として世界的に評価されているにもかかわらず、「ホラーは子供の頃から苦手で、日野日出志というペンネームをつけて怪奇漫画家を演じてきた」と著書『日野日出志全仕事』での伊藤潤二との対談で打ち明けている。

## 作品リスト

### 漫画
- 太陽伝 (1) (2) （ひばり書房、1976年6月25日）
- おかしなおかしなエッチでない本
- GOGO!豪!!(アース出版局、全3巻 原作担当 画:直江ひろとも、1994年4月-6月)

### ホラー漫画
- ひばり書房
  - 胎児異変わたしの赤ちゃん（ひばり書房、1975年7月15日）
  - 毒虫小僧（怪奇! 毒虫小僧）（ひばり書房、1975年7月15日）
  - 蔵六の奇病（ひばり書房、1976年7月15日）
  - 地獄の子守唄（ひばり書房、1977年6月30日）
  - 恐怖列車（地獄から来た恐怖列車）（ひばり書房、1985年7月16日）
  - 呪われた赤ん坊が…（地獄少女）（ひばり書房、1981年7月16日）
  - 恐怖のモンスター（怪物の子守唄 恐怖のモンスター）（ひばり書房、1983年7月6日）
  - 赤い蛇（血を吸う赤い蛇）（ひばり書房、1983年5月6日）
  - 地獄変（ひばり書房、1984年10月16日）
  - まだらの卵（ひばり書房、1985年1月6日）
  - 悪魔が町にやってくる-恐怖!!ブタの町（ひばり書房、1985年8月6日）
  - こわい ゆうれいのまんが（ひばり書房、1985年12月）
  - こわい おばけのまんが（ひばり書房、1986年1月）
  - 怪奇! 死肉の男（ひばり書房、1986年7月16日）
  - 羅生門の妖怪（ひばり書房、1987年3月16日）
  - 地獄小僧（ひばり書房、1987年）
  - 怪談雪女（ひばり書房、1987年）
- 立風書房
  - 恐怖! 四次元の町（サブの町）（立風書房、1979年6月10日）
  - 黒猫の眼が闇に（立風書房、1980年1月10日）
  - 吸血! 黒魔城（立風書房、1980年10月15日）
  - 四次元ミステリ ゴゴラ・ドドラ（立風書房、1981年8月15日）
  - 怪奇! 地獄まんだら（立風書房、1982年6月16日）
  - 霊少女魔子（立風書房、1984年2月15日）
  - 地獄虫を食う! 鬼んぼ（立風書房、1987年7月15日）
  - 地獄虫を食う! 鬼んぼ・PART2（立風書房、1988年6月15日）
- 大陸書房
  - ミイラの魔境（大陸書房、1980年1月6日）
  - 妖女ダーラ（大陸書房、1987年8月12日）
- 秋田書店
  - オカルト探偵団・死人形の墓場（秋田書店、1986年5月25日）
  - 地獄のペンフレンド（秋田書店、1986年8月15日）
  - 怪奇! 死人少女（秋田書店、1987年9月15日）
  - 死霊の数え唄（秋田書店、1988年）
  - 血みどろ館（秋田書店、1988年2月25日）
  - 地獄のどくどく姫・1（秋田書店、1989年2月25日）
  - 地獄のどくどく姫・2（秋田書店、1989年11月20日）
  - 学園百物語（秋田書店、1993年）
- 東京三世社
  - 魔鬼子（東京三世社、1988年7月25日）
  - 世紀末晩餐会（東京三世社、1990年7月31日）
- 講談社
  - 人食い鬼婆 コミック・日本のおばけシリーズ(1)
  - 一つ目の怪 コミック・日本のおばけシリーズ(2)
  - 地下室の虫地獄（講談社、1988年9月13日）
  - 地下室の虫地獄 復刻版（講談社、1997年10月13日）
- 蒼馬社
  - 老婆少女（怪奇恐怖全集No.1、蒼馬社、1996年10月10日）
  - 鱗少女（怪奇恐怖全集No.7、蒼馬社、1996年12月23日）
  - 腐乱少女（怪奇恐怖全集No.10、蒼馬社、1997年3月3日）
  - 骨少女（怪奇恐怖全集No.15、蒼馬社、1997年7月28日）
- ぶんか社
  - Mコレクション・1（ぶんか社、1996年1月1日）
  - Mコレクション・2（ぶんか社、1996年10月1日）
  - 悪魔の招待状（ぶんか社、1998年1月1日）
- その他
  - 幻色の孤島（ぼくらの先生）（虫プロ商事、1972年10月1日）
  - 牡丹燈記（主婦の友社、1978年8月1日）
  - 恐怖・地獄少女（廣済堂、1982年）
  - 畸書 全身に鱗が生えてくる本（KKロングセラーズ、1988年5月）
  - おどろんばあ（日本文芸社、1988年9月10日）
  - 鬼ジャリ（松文館、1989年頃？）
  - 恐怖 地獄少女（勁文社、1989年7月26日）
  - 怪奇曼陀羅（桃園書房、1990年）
  - 私家版今昔物語（新潮社、1991年6月25日）
  - 怪奇傑作選（日本文芸社、1991年7月）
  - サーカス奇譚（集英社、1991年7月25日）
  - 私の悪魔がやって来る（辰巳出版、1991年10月25日）
  - ミッドナイト・スクール（エニックス、1993年）
  - ゾンビマン（角川書店、1998年7月）
  - 赤い蛇（青林堂、2000年8月）
  - Go home（双葉社、2002年）
  - 蛇

### 寄稿
- 日野日出志の銅羅衛門（ドラえもんのパロディー漫画、奇想天外社パロディ・マンガ大全集、1981年）
  - その題材と内容ゆえ、単行本化されていない。寺井広樹の著書『廃線寸前！ 銚子電鉄』によれば、日野はパロディが公然のジャンルであることを踏まえているが、『銅羅衛門』が自分の代表作の1つと思われることには抵抗を感じていたという[7]。

## 作品集
- リイド社
  - ジパングナイト（リイド社、1997年6月26日）
  - 恐怖ギャラリー（リイド社、1998年7月2日）
  - 蔵六の奇病（リイド社、1998年7月30日）
- その他
  - 怪奇のはらわた（講談社、1996年2月）
  - 地獄の絵草紙（地獄小僧の巻）日野日出志選集（ひばり書房、1987年11月16日）
  - ホラー自選集 マンガCD-ROM倶楽部13[CD-ROM] （ソフトバンク株式会社）
  - 太陽伝―日野日出志作品集 （マガジン・ファイブ、2003年6月）

## 絵本
- ようかい　でるでるばあ!!（彩図社、2019年6月）

## 画集
- The Art of Hideshi Hino 日野日出志画集（PRESSPOPGALLERY、2006年）

## 映像作品

### 監督
- ギニーピッグ2 血肉の華（オレンジビデオハウス、1985年）
- ザ・ギニーピッグ マンホールの中の人魚（ジャパンホームビデオ、1988年）
- 薔薇の迷宮（GIRL'S CH、2014年）

### デザイン・イラスト
- アギ 鬼神の怒り（1984年12月4日）
- 東海道四谷怪談（リーガル出版、2000年7月26日）
- 「まずえもん」（銚子電気鉄道スナック菓子・まずい棒）[4]

### 漫画が原作の映画作品
- 日野日出志のザ・ホラー怪奇劇場（ポニーキャニオンより2005年2月16日にDVD発売）

### ドキュメンタリー映画
- 伝説の怪奇漫画家・日野日出志（十影堂エンターテイメント、2019年）

### 劇場映画
- 電車を止めるな! 2020年8月公開 - 怪奇漫画家 役

## ゲーム作品
- 厄 友情談疑[8]

## 日野日出志に関する研究本
- 実存ホラー漫画家 日野日出志を読む―母胎回帰と腐れの美学 （清水正　D文学研究会、2004年）
- 日野日出志体験―朱色の記憶・家族の肖像（猫蔵　D文学研究会、2007年）
- 日野日出志 泣ける！怪奇漫画集（寺井広樹　イカロス出版、2018年）
- 日野日出志全仕事（寺井広樹　玄光社、2019年）
- 日野日出志 トラウマ！怪奇漫画集（寺井広樹　イカロス出版、2020年）
- 日野日出志 あなたの知らない！怪奇漫画集（寺井広樹　イカロス出版、2021年）